# コヴナント (Halo)
コヴナント（Covenant、正式名：コヴナント帝国）は、コンピュータゲームシリーズ『HALO』のバンジーが開発した最初の5作において主要な敵となる架空の神権政治体。彼らは絶滅したフォアランナーを宗教的に崇拝し、フォアランナーのリング世界「Halo」が救済への道「グレートジャーニー」を与えると信じる多様な種族から構成されている。コヴナントの最高指導者である三人のハイプロフェットは人類がフォアランナーから後継者に指名された種族であることに気づき、もし他のコヴナントにこの情報を明かせばコヴナントが混乱に陥るということをわかっていたため、自分達の政治的権力を維持するために人類絶滅計画を宣言した。ハイプロフェット達は、人類の根絶は「神々の意志であり、我々（コヴナント）は彼ら（神々）の道具である」と主張した。それからの27年間の戦争で、コヴナントは技術的に劣った人類とその国連宇宙司令部（UNSC）を圧倒し続け、オリオン腕全体で数百の人間の植民地を破壊し、数十億人の人類を殺した。コヴナントは『Halo 3』でフォアランナーの世界であるアークを舞台にした最終決戦で敗北を喫した。コヴナントの崩壊に伴い、コヴナントの元メンバーはそれぞれのイデオロギーを持つ新しい派閥を結成した。
コヴナントは、2001年のゲーム『Halo：Combat Evolved』で、人間の主人公スパルタンIIスーパー兵士マスターチーフ・ペティオフィサー・ジョン117の敵として初登場した。ゲームは戦争の後半が舞台であり、Haloが実は狂暴な寄生体「フラッド」に対抗するための銀河規模の破壊を目的としてフォアランナーによって設計された兵器であることを知らないコヴナントがシリーズ全体で2回（不注意にそして壊滅的に）リングを起動しようと試みており、その過程でフラッドが解き放たれた。
コヴナントのさまざまな種族の個性的な外観を制作するために、バンジーのアーティストは爬虫類、熊、鳥の特徴からインスピレーションを得た。エイリアンと人間の構造を見分けやすくするため、さまざまな色合いの紫色と反射面を採用したコヴナントデザインスキームが用いられた。コヴナントは一般的にゲーム批評家に好評であり、批評家はコヴナントがプレイヤーにやりがいを与えたことを高く評価し、しばしばシリーズのもう一つの主要な敵であるフラッドと比較した。一部の批評家は『Halo 3』でのコヴナントの主な敵がエリートからブルートに変わったことを嘆き、『Halo：Reach』で主要な敵に復帰したことを賞賛した。
 

## ゲーム開発
Haloユニバースの他のほとんどのキャラクターや種族と同様に、コヴナントは最初のコンセプト段階で徐々に開発され、『Halo：Combat Evolved』の開発が進むにつれて洗練されていった。最初のゲームの開発中に、デザイナーは主要な種族（人間、コヴナントおよびフォアランナー）ごとの構造様式を決定した。チームはコヴナントは反射する表面、有機的な形状、青と紫を多用した「滑らかで光沢のあるもの」と決定した。
キャラクターのデザインと同様に、コヴナントのテクノロジー、建築物、外観も開発中に絶えず変化しており、時には実用的な理由や美学のために変更されることもあった。エリック・アロヨによれば、『Halo：Combat Evolved』で重要な役割を果たすコヴナント巡洋艦の「Truth and Reconicilation」にプレイヤーは長いタラップで乗り込む予定になっていたという。ただし、フルテクスチャの船をプレーヤーにかなり近づけるのには技術的な問題があったことにより、デザイナーは「重力リフト」を考案した。これにより、船を遠方に配置できるようになり（したがって、ディティールのために多くの処理能力を必要としなくなる）、コヴナントテクノロジーの「視覚的に興味深い」要素を追加することができた。
アートチームはまた、コヴナントの武器を十分に風変りなものにしつつもプレイヤーが見分けがつくようにするために多くの時間を費やした。同時に、デザイナーはコヴナントのテクノロジーのすべての側面、特に乗り物が、もっともらしい現実的な方法で動き、行動することを望んでいた。結局、バンジーは種族のほぼすべての側面でインスピレーションを得るために映画やその他のメディアを見ることになった。
コヴナントのさまざまな種をデザインするために、バンジーのアーティストは生きた動物や映画からインスピレーションを得た。その結果、コヴナントの種族は、サル、爬虫類、鳥類および熊のような特徴がある。

### エリート
ゲームシリーズの中で最も手強い敵（最後には同盟関係となる）の1つであるエリートは、高度な知性と深い精神性を持つ種族であり、戦士としてもコミュニケーターとしても有能であり、コヴナント同盟の中核を成している。架空のコヴナント語ではサンヘイリ（Sangheili）と呼ばれるエリートは惑星サンヘリオスの出身である。彼らの一般的な身長は2.26m～2.59mで、手足が長く、筋肉質で、皮膚は一般に深い青色または紫色であり、頭部は大きくて背腹側に長く伸びている。当初は口は単純なものであったが、普通の下顎は後に一対の分割された下顎に変わった。バンジーのコンセプトアーティストのShiKai Wangは、プロジェクトリーダーのジェイソン・ジョーンズがエリートに尻尾を付けることに拘っていた時期があったと述べた。Wangは尻尾があるとエイリアンが動物的になりすぎると思ったが、エリートが車を運転しているときに尻尾がどこに行くかなどの実用上の問題から最終的にこのアイデアは没となった 。「エリートたちの尻尾を前に押し出して脚の間に入れることを検討していた時期もあったが、明らかな理由でそれを放棄した」とWangは語っている。ポール・ラッセルによると、バンジーがMicrosoftに買収され、HaloがXboxのローンチタイトルに変わったとき、Microsoftはエリートのデザインを問題視していた。彼らはエリートが猫に似ており、日本の消費者を遠ざけてしまう可能性があると感じていた。
コヴナントのヒエラルキーで主要かつ重要な種族であるエリートは、部隊の指揮官、ボディーガード、将軍など、リーダーシップや権威のあるポジションに就くことが多い。彼らは非常に強く、速く、機敏であり、才能のある戦場の戦術家であり、これらの点でマスターチーフと同等かそれ以上である。マスターチーフのように、彼らは充電式の個人用シールドを装備し、透明マントを使える。彼らは、人間の武器を含む多種多様な武器を使用することができ、特にゴースト、レイス、バンシーなど乗り物を操作することが最も多い種族である。コヴナント軍での彼らの職業は明確にランク付けされていることが多く、一般的にはパイロット、長距離狙撃兵、擲弾兵、暗殺者などの専門家であり、そのランクや部隊は、ボディアーマー、ヘッドギア、または武器の色や外観で区別されることがある。
エリートは知性が非常に高く、自国語と人間の言語で頻繁にコミュニケーションを取る。彼らは優れた狡猾さと直感を発揮しているように見え、驚き、笑い、悲しみ、苛立ち、怒りなど様々な感情を表現する。その優れた知性により、当初は預言者の意志とコヴナントの究極の使命を行使するための軍事的・政治的主導権を握っていたが、シリーズの後半で組織的にブルートに取って代わられた。エリートは非常に信心深く、最初はコヴナントの信条に全面的に傾倒していたが、その後、エリート社会自体が喧嘩早い派閥で構成されていることが明らかになった。 『Halo 2』では高位のエリートの将軍「アービター」がプレイアブルの主人公になり、コヴナントに対する分離主義運動を主導し、その後人間と協力してHaloアレイの発射を阻止した。

### グラント
グラントは小型のノーム系生物の種族であり、コヴナント内ではアンゴイと呼ばれる。繁殖期間が非常に速いため、ゲームにおいては使い捨ての兵士と見なされている。ずんぐりした臆病な戦闘員として描かれるグラントは、多くの場合エリートまたはブルートの指揮官が統率する部隊に所属する最前線の下級兵であり、物語においては大勢のグラントが同時に現れることが多い。通常は比較的低火力の武器を装備しているが、手榴弾を投げることもある。プレイヤーまたはNPC]に指揮官を殺されるとグラントはパニックに陥り、恐怖のあまり隊形を崩してその場から逃げる傾向にある。しかし、高難易度では両手にプラズマ手榴弾を持って敵に自爆攻撃を仕掛けることがある。
コヴナントのヒエラルキーでは下位に位置していることが多いが、グラントには知性があり、コヴナントに編入される前に工業化されていた。小説『Halo：Fall of Reach』と『Halo：The Flood』は、グラントを犬に似たメタン呼吸の生物と描写している。彼らはずんぐりしていて、節足動物のような外骨格と脊髄ベースの神経系の両方を持っている。強力な前腕は、垂直な地形を登るために進化している。グラントが保有するメタンスーツにより、メタンガスがない大気中で生存するために通常着用している呼吸装置を外して活動できる。『Halo：Reach』では、プレイヤーがグラントのメタンタンクに引火し制御不能状態で飛び跳ね回らせることで倒せるが、プレイヤーに当たるとダメージを受ける可能性がある。

### ジャッカル
ジャッカル（キグヤー）は、チューオットの軌道上にある月アーン出身の種族である。彼らは低身長で猛禽類に似た爬虫類または鳥のような外見をしており、エネルギーの盾や遠距離武器を携行していることが多い。通常ジャッカルはグラントと同様に最前線の兵士として遭遇するが、一部は狙撃兵や傭兵としても採用されている。盾とアーマーの色は、各カーストのランクを表している。
ジャッカルの全体的なデザインは、彼らの役割が明確に定義されてから研ぎ澄まされた。コヴナントを構成する他の種族とは異なり、ジャッカルは傭兵として働いている。彼らの文化は海賊行為に基づいており、コヴナントの宗教的信念に従っていない。小説『Halo：Contact Harvest』では、ジャッカルがコヴナントの中で初めて人類と遭遇した種族であることが明らかになった。結果として生じた出来事により、人類とコヴナントの戦争が始まった。
ジャッカルの亜種にスカーミッシャー・ジャッカルがおり、ジャッカルと似た容姿を持つものの、一部の鳥や恐竜と同様に灰色の肌と（ジャッカルに比べて）多くの羽毛が生えている。スカーミッシャーはジャッカルより機敏であり、狙撃兵以外のジャッカルが装備している盾を持っていない。

### ハンター
ハンター（Mgalekgolo）は、バンジーの神話によればワームのようなエイリアン「Lekgolo」の集合体である。Lekgoloの集合体はスカラベなど様々な形態への変化が可能であり、最も一般的にはハンターの形態をとっている。ハンターは惑星Teの出身であり、常に重い燃料棒の大砲とコヴナントの巡洋艦に使用されているのと同じ素材で作られた巨大な盾で武装している。ハンターは恐らくエリート以外のコヴナントのどの種族も尊重することはない。ハンターの動きは遅く鈍重であるが、敏捷性に欠けている部分を巨大なサイズと力で補っており、ハンターの一回の近接攻撃で至近距離にいるプレイヤーを殺すのに十分なほどの威力がある。ハンターはほとんどの場合二体一組（通称：絆の兄弟）で活動しており、彼らは深い絆で結ばれ、兄弟が殺された時には激高し、彼らを近接攻撃で殺そうとしたプレイヤーに突撃することが多い。初期のデザインコンセプトは、角ばったシールドと非常に鋭い棘がある最終的な形状よりもソフトかつより人型ではない外見だった。身長3.65m、体重4〜5トンの体格でプレイヤーを圧倒するコヴナント最重量級の突撃兵である。

### プロフェット
プロフェット（サンシュリム）は、コヴナントの神政的支配者としての役割を果たしており、そのため他のコヴナント種族からは極度の敬意と信心を持って扱われている。もともと惑星Janjur Qom出身のこの種の3人の人物、真実の預言者、悔恨の預言者、慈悲の預言者はコヴナントのヒエラルキーで崇敬される階層である。主にShiKai WangとEric Arroyoによってデザインされたプロフェットは、当初浮遊と移動に使用するホバリングする玉座をプロフェットの有機構造と融合させたより一体化した形で制作された。プロフェットはまた、弱々しくも不吉なキャラクターとしてデザインされた。3人のプロフェット達はそれぞれ個別にデザインされた。

### ブルート
惑星ドイサック出身のブルート（ジラルハナエ）は、『Halo 2』で初登場した身体的に大きな類のような戦士の種族である。彼らは、コヴナントのヒエラルキー内の序列と役職を争う主要なライバルであるエリートよりも強く、毛深く、はるかに重いが、知能や機敏さでは劣っている。エリート同様にブルートはしばしば指揮官として登場し、グラントとジャッカルの分隊を率いて戦闘を行うことが多い。ブルート社会は部族的であり、首長によって統治されている。彼らは非常に知的であらゆる種類の武器や乗り物を使いこなしており、扱う武器の中にはプラズマエネルギーではなく主に通常の爆発物と近距離での近接攻撃が主体のブルート独自の武器もある。
ブルートは、バンジーのアニメーターがバイカーの映画からインスピレーションを得たことで生まれた。この種族はエイリアンの外観を保ちながら、サルとクマの要素を取り入れている。Wangのクリーチャーの最終コンセプトでは装弾ベルトと人間の頭蓋骨を十分に持っていたが、ゲーム化されるにあたって単純化された。ブルートは、コヴナントの暴力的なエイリアンの脅威を象徴するよう意図されており、デザインリーダーのJaime Griesemerの言葉を借りれば、「ローマの野蛮人」としての役割を果たす。
Halo三部作の最終作『Halo 3』では、デザイナーはより高性能なXbox 360ハードウェアに移行するためにコヴナントを改良する必要があった。バンジーは『Halo 2』のブルートに不満を持っており、ブルートが開発後期に追加されたため、単に「ダメージスポンジ」としてしか機能せず「戦っても面白くない」という結果になった。彼らのデザインも限られており、装弾ベルトを付けた毛むくじゃらの猿（スターウォーズのキャラクターのチューバッカを彷彿とさせる）に過ぎなかった。ゲームのストーリーでエリートがコヴナントを離脱し、ブルートがプレイヤーの主な敵になったことで、キャラクターの行動とデザインを根本的に変える必要があった。ブルートの新しい外観のためにコンセプトアーティストはサイとゴリラからインスピレーションを得た。デザイナーはブルートをよりコヴナントの美学に沿ったものにするために彼らのアーマーにバックル、籠手、革のストラップを追加した。より熟練したブルートであればあるほど、衣服とヘルメットはより豪華になる。鎧は文化と伝統を種族に伝え、彼らの大きさと力を強調するようにデザインされた。『Halo 3』のデザインは古代ギリシャのスパルタからヒントを得た。キャラクターのアニメーターは、バンジーのクッション壁の部屋で新ブルートの意図したアクションを記録した。ブルートの人工知能に群れの心理が新たに追加され、リーダーのブルートは手榴弾をプレイヤーに向けて投げるなどの大規模な行動を一斉に指示する。

### ドローン
惑星パラモックに生息する飛翔する昆虫型の種族、ドローン（ヤンメエ）は、コヴナント軍を形成する種族の一つでり、『Halo 2』を初出とする。アニメーターは、この生物が複数の表面を歩いたり、走ったり、這ったり、飛んだりするためにアニメ化しなければならない挑戦的なものだと気づいた。『Combat Evolved』の古いコンセプトアートは、ゴキブリ、バッタ、ハチからヒントを得たドローンの最終的な形に影響を与えるために再利用された。ドローンは主に偵察や散兵部隊で活動しており、シンプルで低火力の武器を装備していることが最も多い。

### エンジニア
浮遊する穏健なエイリアンであるエンジニア（Huragok）は『Combat Evolved』で初登場する予定だったが取りやめとなり、後にHaloの小説で登場した。のちに、『Halo Wars』、『Halo 3: ODST』、『Halo:Reach』にも登場した。エンジニアは戦闘能力を持っていないが、プレイヤーや敵を支援することができる。その正体ははるか昔に消滅した卓越した技術を持つ種族のフォアランナーが開発した人工生命体であり、彼らの唯一の目的はテクノロジーの保守、修理およびアップグレードである。本来は古代のフォアランナー技術を維持するために作成されたが、最終的にはコヴナントのテクノロジーの構築・維持のためにコヴナントによって奴隷にされた。エンジニアは、ストックされた材料から子孫を組み立て、その子孫に自分達の集合知を共有することによって「繁殖」する。

### 社会
『The Flood』と『First Strike』の中で、コヴナントの技術は、革新的ではなく模倣的であると評されている。コヴナントの洗練された兵器と推進システムの大半はコヴナント独自の研究ではなく、フォアランナーのアーティファクトをベースとしている。コヴナント兵器は一般的にフォアランナー技術に基づき、プラズマを利用する。これらの兵器は、プラズマを生成してターゲットに向けて放電するバッテリーを中心に構築されている。バンジーの元広報責任者であるフランク・オコナーは、「実際の技術は、私たちが知っているようにプラズマではなく、はるかに危険で、不可解で、破壊的なものである」と述べ、コヴナントの兵器にはもっと何かがあるかもしれないとほのめかした。コヴナントの武器の中にはプラズマを使わないものもあり、例えばニードラーは有機体の敵を「追尾」して身体に付着し爆発するカミソリのようなピンクの鋭利な針を射出する。武器の専門家は、ゲーム雑誌『Electronic Gaming Monthly』で、ニードラーと古代ギリシャのアマゾンが精神的武器として短剣をピンク色に塗ることの類似点を指摘している。
バンジーはコヴナントテクノロジーの大部分をエリートの美学を反映して設計した。外観はなめらかで優雅だが、その下にはより角ばった複雑なコアがあり、テクノロジーの起源が架空のフォアランナーにあることを示唆している。エリートをベースとしたコヴナント全体の洗練されたデザインとは対照的に、ブルートには他のコヴナントとは異なる独自の視覚的デザインが与えられた。武器は危険な形、粗い色、「周りに危険」に見える物体によって伝えられる、最も純粋な形に蒸留されたブルートの「魂」を反映するようにデザインされた。1999年に『Combat Evolved』用にデザインされて当時没となったUNSCの武器は、ブルートの武器「マウラー」として再利用された。
コヴナント社会は多種族で構成されるカースト制度であり、その中には強制的に組み込まれた種族もいる。各種族はコヴナント内にとどまるために特定数の軍隊を提供する必要がある。ゲームでは、各種族はUNSCの共通名称によって識別される。彼らのコヴナント名は、『Halo 2』限定版と『Halo 3』限定版のマニュアルやいくつかの小説において明らかにされている。

## 登場
Haloシリーズのストーリー・アークでの大部分の出来事は、「Ninth Age of Reclamation」の間に発生する。コヴナントの時間と日付の構成については、ゲーム中や小説では詳細に説明されていない。バンジーのシネマティックディレクターであるジョセフ・ステイテンは、Haloのファンサイト「halo.bungie.org」のインタビューで、コヴナントの日付システムは以下の7つの時代に分割されると述べた：「Abandonment（放棄）」「Conflict（対立）」「Discovery（発見）」「Reconciliation（和解）」「Conversion（転換）」「Doubt（疑念）」「Reclamation（再生）」。
2001年と2007年の小説『Halo：The Fall of Reach』と『Halo：Contact Harvest』は、2525年に人類がコヴナントと初めて接触する様子を描写している。『Fall of Reach』では、1隻のコヴナント船が植民惑星のハーヴェストをプラズマで爆撃し、惑星の地殻を溶融ガラスに変えた。その船は「お前たちの破壊は神々の意志であり、我々は彼らの道具だ」というコヴナントの布告を放送し、その船を迎撃するために派遣された数隻の国連宇宙司令部（UNSC）艦船を破壊した 。『Contact Harvest』では、ハーヴェストへの総攻撃の前に、人間の民兵とコヴナントの長期に渡る地上戦が描写されている。コヴナントは人間は自分達の神々に対する犯罪であると主張しているが、実際には、3人のコヴナントの預言者が彼らの神であるフォアランナーによって残された遺物から、おそらくフォアランナーと遺伝的に関係があるかもしれない人間をフォアランナーが彼らのリクレーマーに選んだことを知った。そのような啓示がコヴナントを分裂させることに気づいた新たな支配者層は、代わりに人間を絶滅させ、コヴナントの新しい時代が始まったと宣言することを決断した。
コヴナントの優れた技術により、4年以内に人類の外側のコロニーを消滅させ、その後すぐに内側のコロニーを破壊し始めた。防衛策として、UNSCは「コール・プロトコル」を制定した。コール・プロトコルでは人類の船はコヴナントによる探知を避けるため人類の世界へと直接移動することを禁じられ、拿捕の脅威にさらされた場合は船のナビゲーションデータベースとAIを破壊することが規定された。2552年、コヴナントは隠された送信機によってUNSCの船イロコイを人類で最も防御が固い植民惑星であるリーチまで追跡した。コヴナントの大艦隊がリーチに到着し、惑星の大部分を荒廃させた。
コヴナントがゲームに最初に登場したのは、『Halo：Combat Evolved』で、時系列としては『The Fall of Reach』と『Halo：Reach』の直後である。コヴナントの分遣隊は、リーチからコヴナントが神聖視するフォアランナーのリング型の遺物「Halo」まで人間の船ピラー・オブ・オータムの後を追った。誤ってリングを損傷することを警戒したコヴナントは徒歩で人間と戦うことを余儀なくされ、誤ってフラッドを解放してしまう。知覚を持つ生命体に寄生する悪性寄生体のフラッドは、人類とコヴナントを同様に攻撃し、Haloの彼らの収容所から脱出するためにコヴナント巡洋艦を拿捕すると脅迫する。一方、人間の超兵士「スパルタン」であるマスターチーフは、ピラー・オブ・オータムのエンジンを爆発させ、リングとコヴナントの艦隊を破壊した。ゲームの小説化『Halo：The Flood』は、ゲームでは見られなかった追加の出来事について描写している。小説の『First Strike』では、マスターチーフ、オータムの生存者、リーチから生き残ったスパルタンが、地球への攻撃を準備していると知ったコヴナント艦隊を破壊し、差し迫った攻撃を警告するために故郷へと帰還する。
『Halo 2』（2004）では、コヴナントのハイプロフェットの三頭政治の1人である悔恨の預言者が艦隊と共に地球に到着する。彼の艦隊のほとんどは破壊され、悔恨の預言者の艦船は別のリング、デルタヘイローに逃げ、マスターチーフも乗船した人類の船イン・アンバー・クラッドがその後を追った。コヴナント艦隊の大部分がコヴナントの聖地であるハイチャリティーとともにデルタヘイローに到着する前に、チーフは悔恨の預言者を殺害する。悔恨の預言者の死により、残りのプロフェットはエリートに代わりブルートを護衛に昇進させた。憤慨したエリート達はコヴナント高等評議会を辞任すると脅迫し、逆にプロフェットはブルートにエリートを殺す自由裁量権を与え、内戦が勃発し、その中でフラッドは再び解放される。慈悲の預言者は寄生体によって殺され、最後に残ったリーダーである真実の預言者はHaloの起動をブルートのタルタロスに託し、フォアランナー船で地球に逃げた。エリートはイン・アンバー・クラッドの人間と同盟を結び、リングの発射を阻止するが、Haloリングの放射から特定の種族を保護することを目的としてHaloアレイの範囲外に設置され、破壊されたリングを交換するなどリングの鋳造所として作られた「アーク」から遠隔で残り全てのHaloリングを起動するように設定してしまっていた。
『Halo 3』の出来事によって、フラッドの知性体「グレイヴマインド」がハイチャリティに跋扈し占拠した一方で、エリートは地球上の人間の防衛を支援した。真実の預言者の軍隊は、天の川の外にあるアークへのポータルを発掘した。エリートは真実の預言者を追いかけ、アービター（エリートの聖戦士）は真実の預言者を殺し、最終的にコヴナントを破壊した。フラッドが制御するハイチャリティーがアークに到着した後、アービターとマスターチーフは、部分的に構築されたHaloリング（マスターチーフが『Combat Evolved』で破壊したリングの代わり）を起動することを決断し、フラッドを破壊して残りの銀河を救い、残った人間とエリートはポータルを通って脱出した。人類とコヴナントの戦争は2552年12月に終結し、アービターはエリート達を率いて故郷に戻った。この時点でコヴナントは消滅した  
コヴナントは、『Halo：Combat Evolved』の出来事の前で人類とコヴナントの戦争が激化していた時期が舞台の『Halo：Reach』の唯一の敵として登場する。スーパー兵士のスパルタンで構成されたノーブルチームは、コヴナントの軍事侵略から人類の惑星リーチを守るため戦いに身を投じた。コヴナントの猛攻により人類側は多数の死者が出てリーチも破壊されるなど敗北を喫したが、ノーブルチームは命を犠牲にして多くの民間人とコルタナの断片をピラー・オブ・オータムに避難させることに成功した。
『Halo 4』では、エリートから分裂し、新たに結成されたジュール・ムダマが率いる新派閥が登場する。『Halo 3』でコヴナントが崩壊した後、この小派閥は新しい「コヴナント」と自称し、フォアランナーを神として崇拝し 、フォアランナーのシールドワールド「レクイエム」でダイダクト（休眠中のフォアランナーの司令官）を目覚めさせようとしていた。ダイダクトの目覚めの後、彼らはダイダクトと彼の機械兵「プロメシアン」と同盟を結ぶ。スパルタンオプスではムダマの派閥がレクイエムの支配をめぐってUNSCインフィニティの勢力と戦い、ヤヌスの鍵の半分を手に入れてキャサリン・ハルゼー博士と一緒に脱出した後、最終的に惑星を破壊した。この派閥やその他の数派閥との継続的な戦いはコミックシリーズ『Halo：Escalation』で描写されている。
『Halo：Spartan Assault』（2013）ではマーグ・ヴォル（Merg Vol.）という名のエリートが率いる新コヴナントと主張する別の組織が登場する。2554年にこの小さな派閥は、平和条約に違反して植民地世界「Draetheus V」の攻撃を行い、スパルタンエドワード・デイビスと後にインフィニティに乗艦するスパルタンの指揮官、スパルタンサラ・パーマーがDraetheus Vの防衛戦を率いた。マーグ・ヴォルはパーマーに殺されたことで彼の派閥は崩壊したが、スパルタンデイビスは戦闘で死亡した。
ジュール・ムダマの派閥は『Halo 5：Guardians』に登場するが、作中における主要な敵ではなく、領袖のムダマはオープニングミッション中にスパルタンロックによって暗殺される。ブルーチームは後に宇宙ステーション「アージェントムーン」に乗ってジュール・ムダマ軍の一部と戦う。ムダマの派閥の残党はエリートの故郷の惑星において、ファイアチームオシリスのスパルタンに支援された同惑星の統治体である「サンヘリオスの剣」との戦いで敗北した。ブルーチームとファイアチームオシリスはまた、ガーディアンによってフォアランナーの惑星ジェネシスに誤転送されたムダマの派閥の残党と対峙した。
『Halo Wars 2』で、アトリオックスがどのようにコヴナントを裏切り、ブルート主導の傭兵組織「バニッシュト」を結成したのかが語られるフラッシュバックの際にカメオ出演している。
コヴナントは、人類ーコヴナント戦争中を舞台とする公開予定の実写作品『Halo: The Television Series』に登場する。

## 評価
『Combat Evolved』の敵としてのコヴナントの評価は概ね好意的であった。コヴナントの視点から『Halo 2』のストーリーを体験できることは、「ゲームデザインの見事な成功」と評された。プレイヤーがエリートの役割を担うことは、予想外のストーリーの捻りを提供するものと評された。これにより、プレイヤーは「ストーリーに新たに発見された複雑さ」を体験することができた。一部のレビュアーは、これがシリーズに重要なストーリー要素を提供したと考えており、IGNはこの要素を「アービターと彼のエリート達の興味深いサイドストーリー」と呼び、Halo 3でそれがなくなったことは、シリーズのストーリーにおけるアービターの役割を減らす原因となったと指摘した。2010年、 IGNは「コンピュータゲームの悪役トップ100」でコヴナントを26位にランク付けした。